# ニザダイ
ニザダイ（仁座鯛、学名：Prionurus scalprum ）は、スズキ目ニザダイ科に分類される魚の一種。東アジア沿岸の暖海域に生息する。海藻を食べて磯焼けの一因となるうえ、海藻の成分が発酵して身に独特の臭みを帯びるが、食用にできる。尾柄にある鋭い骨質板のため、取扱いには注意が必要である。
日本での地方名は多く、バイオリン（石川）、クサンボウ（千葉県）、サンノジ、サンノジダイ（関東 - 紀伊・四国）、ニザハゲ（三重県）、サンコ、ゼニモチハゲ（和歌山県）、クロハゲ（関西・四国）、カッパハゲ（大阪府）、オキハゲ（広島県）、コームキ（長崎県）、カワハギ（鹿児島県）などがある。

## 特徴
成魚の全長は40cmほどだが、50cmを超える個体もいる。体は広葉樹の葉のような形でよく側扁し、皮膚は小さな鱗で覆われる。短い吻が前方に突き出し、その先端に小さな口がある。若魚は成魚に比べて体高が高く、尾鰭が白い。体色は茶褐色で尾柄部の骨質突起は黒く、尾びれ・尻びれの縁は白い。
体形はカワハギ類に似ており、実際にその名で呼ぶ地方もあるが、カワハギはフグ目で分類が異なる。また鰭の形状も異なる。ナンヨウハギ、シマハギ、カンランハギとは近縁である。これらはニザダイに比べて色鮮やかで、観賞魚となる。
尾鰭の前には4-5個の楕円形の黒っぽい斑点が並び、このうちの3個は大きくてよく目立つ。関東から四国にかけての地方名「サンノジ」はこの斑点を漢字の「三」に見立てたものである。なおこの斑点部には堅い骨質板が突き出しており、つかんだりすると怪我をする場合がある。漁獲時などの取り扱いには注意が必要である。英名"Sawtail"（鋸の尾）もここに由来する。別の英名"Surgeon fish"は直訳すると「外科医の魚」であるが、これはメスのように棘が鋭いことに由来する。
新潟県・宮城県以南の日本から台湾、および朝鮮半島南部の沿岸域に分布する。ニザダイ科としては最も高緯度に分布している種類でもある。沿岸や瀬の岩礁域に生息し、成魚は水深10m前後で群れを作る。主に石灰藻を食べるが、甲殻類や多毛類なども捕食する。昼行性で夜間は休む。
釣り、定置網、刺し網などの沿岸漁業で漁獲されるが、磯臭さのため商品価値が低い。本種を狙って漁獲することはまずなく、市場に流通することもほとんどないが、回転寿司チェーン店・くら寿司が商品化した。神奈川県水産技術センターが研究開発したキャベツウニにヒントを得て、一定期間キャベツを餌として飼養し、臭みの除去に成功したという。
メジナ釣りなどの際に外道として釣れることが多い。掛かった際の引きは強いが、頭を振って釣り竿が震えるためメジナなどと区別できる。数十匹で群れて行動するが、釣り上げようとすると暴れ、ちりぢりになるので、連続で釣れることは少ない。身は磯臭いが、新鮮なうちに内臓を傷つけずに除去し、血抜きをするとよい。また、冬には臭みが薄れる。鮮度が良ければ刺身・洗いにすることができ、塩焼き、煮付け、からあげなどで食べられる。